# Norme micro-USB
Précédent Suivant
Le connecteur micro-USB, qui a été annoncé par l'USB-IF le 4 janvier 2007, possède une largeur similaire à Mini-USB, mais environ la moitié de l'épaisseur, permettant leur intégration dans des appareils portables plus fins. Le connecteur Micro-A mesure 6,85 x 1,8 mm avec une taille de botte de surmoulage maximale de 11,7 x 8,5 mm, tandis que le connecteur Micro-B mesure 6,85 x 1,8 mm. avec une taille de surmoulage maximale de 10,6 x 8,5 mm. 

## Description
Les connecteurs micro-USB plus fins étaient destinés à remplacer les connecteurs Mini dans les appareils fabriqués depuis mai 2007, notamment les smartphones, les assistants numériques personnels et les appareils photographique.
La conception de la prise micro est conçue pour au moins 10 000 cycles de connexion-déconnexion, ce qui est plus que la conception de la prise Mini.  Le connecteur Micro est également conçu pour réduire l'usure mécanique de l'appareil ; au lieu de cela, le câble plus facile à remplacer est conçu pour supporter l'usure mécanique de la connexion et de la déconnexion. La « spécification des câbles et connecteurs micro-USB Universal Serial Bus » détaille les caractéristiques mécaniques des fiches micro-A, des prises micro-AB (qui acceptent à la fois les fiches micro-A et micro-B), des fiches micro-USB double face et des fiches Micro-B et prises, ainsi qu'une prise Standard-A à un adaptateur de prise micro-A.

## Norme OMTP
Le micro-USB a été approuvé comme connecteur standard pour les données et l'alimentation des appareils mobiles par le groupe d'opérateurs de téléphonie mobile Open Mobile Terminal Platform (OMTP) en 2007. Le micro-USB a été adopté en tant que « solution de charge universelle » par l'Union internationale des télécommunications (UIT) en octobre 2009.
En Europe, le micro-USB est devenu l'alimentation externe commune définie (EPS) pour une utilisation avec les smartphones vendus dans l'Union Européenne (UE), et 14 des plus grands fabricants de téléphones mobiles au monde ont signé le protocole d'accord EPS commun de l'UE (MoU). Apple, l'un des signataires originaux du protocole d'accord, met à disposition des adaptateurs micro-USB - comme le permet le protocole d'accord EPS commun - pour ses iPhone équipés du connecteur de station d'accueil à 30 broches propriétaire d'Apple ou (plus tard) du connecteur Lightning. selon le CEN, le CENELEC et l'ETSI,.